# NGC 1130
NGC 1130 is een compact sterrenstelsel in het sterrenbeeld Perseus. Het hemelobject werd op 8 december 1855 ontdekt door de Ierse astronoom William Parsons.

## Synoniemen
- PGC 10951
- MCG 7-7-2
- ZWG 539.122
- ZWG 540.4